# Mesosoma (artròpodes)

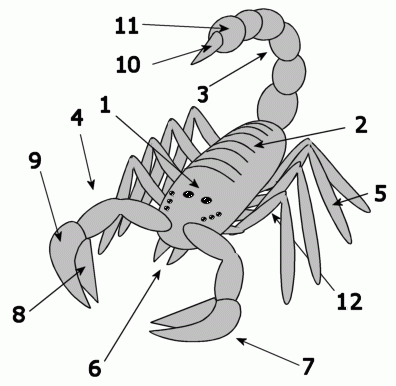
Anatomia de l'escorpí: 1 = Prosoma; 2 = ; 3 = Metasoma

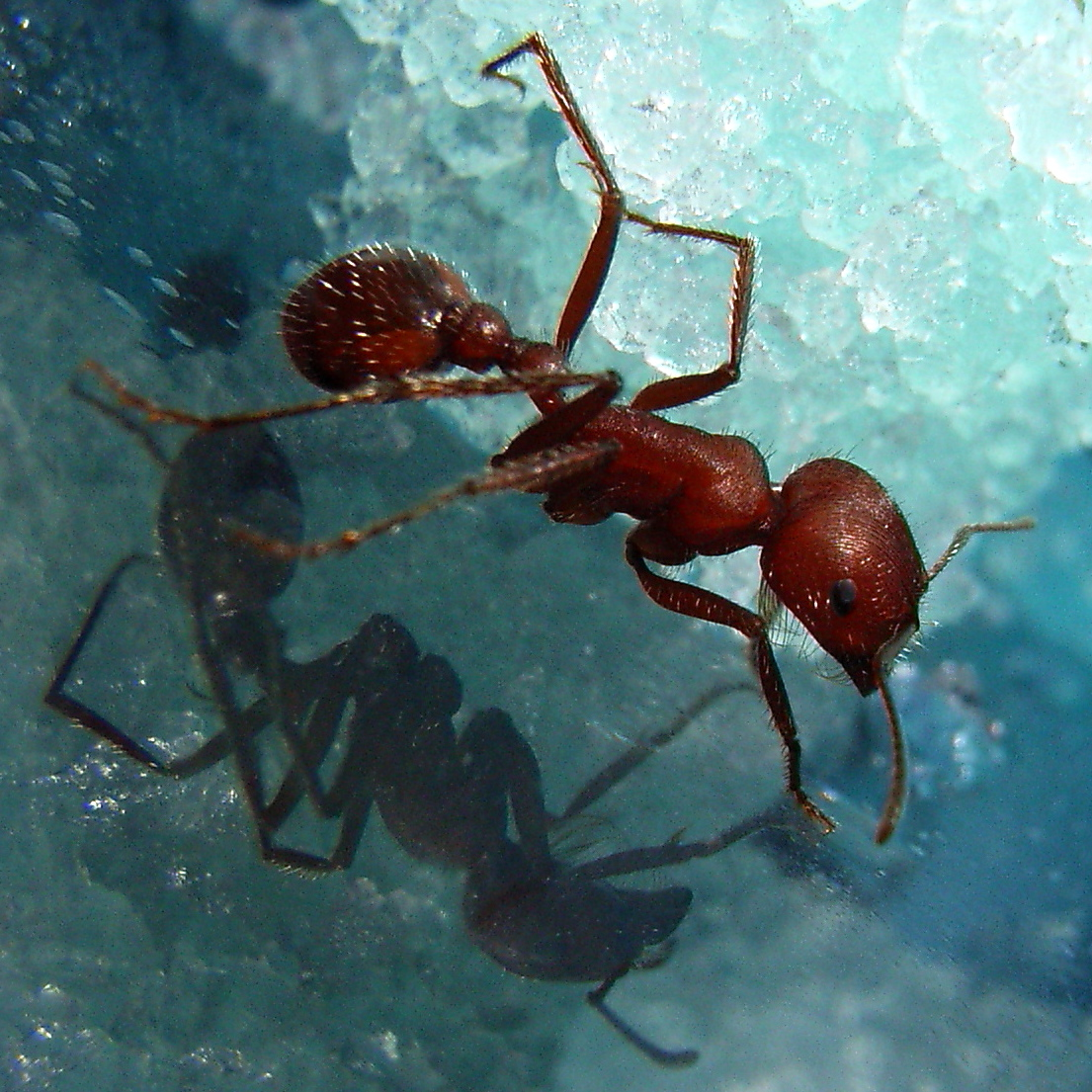
En aquesta formiga s'hi distingeix amb facilitat el mesosoma: és la secció del mig, entre el cap i el pecíol

El mesosoma és la part del mig del cos, o tagma, dels artròpodes el cos dels quals està compost de tres parts. Les altres dues són el prosoma i el metasoma. Sosté les potes i les ales (si en tenen).